# .405 Winchester
Die .405 Winchester ist eine leistungsstarke Zentralfeuerpatrone, die 1904 für den Unterhebelrepetierer Winchester Model 1895 entwickelt wurde.

## Bezeichnung
Im deutschen Nationalen Waffenregister (NWR) wird die Patrone unter Katalognummer 165 unter folgenden Bezeichnungen geführt (gebräuchliche Bezeichnungen in Fettdruck)
- .405 Win (Hauptbezeichnung)
- .405 W.C.F.
- .405 Win. CFM 1895

## Geschichte
Die .405 Winchester wurde gezielt für ein neues Kaliber der Winchester Model 1895 entwickelt. Sie kam 1904 mit dem Gewehr auf den Markt und war die stärkste jemals produzierte Randpatrone. Die Mündungsgeschwindigkeit und das Gewicht des Projektils von 300 oder 400 Grains (etwa 19,5 oder 25,5 Gramm) sorgte für einen sehr starken Rückstoß. Die Patrone entwickelte sich rasch zu einer bei Großwildjägern sehr beliebten Patrone. Sie war die stärkste Patrone ihrer Zeit und bis heute gibt es nur wenige stärkere Patronen für die Jagd.
Mit der Winchester Model 1885, der M1885 Remington–Lee, der Ruger No. 1 und einigen europäischen Doppelbüchsen gab es für die .405 Winchester eine Reihe weiterer Gewehre.

## Kritik
Theodore Roosevelt führte auf der Smithsonian-Roosevelt African Expedition eine Winchester Model 1895 im Kaliber .405 mit. Er war mit der Waffe und der Munition sehr zufrieden. Eine andere Auffassung vertrat der britische Großwildjäger und Wilderer John Taylor in seinem 1948 erschienenen Buch African Rifles and Cartridges. Taylor kritisierte, dass das kurze, dicke Geschoss mit seinem Gewicht von 300 Grains und der abgerundeten Spitze schnell an Geschwindigkeit verliert und in großes Wild nicht tief genug eindringt. Für das in den Vereinigten Staaten verbreitete Wild, einschließlich Razorbacks, ist die Patrone geeignet. Bei Entfernungen über 200 Yard nimmt die Geschossenergie des Rundkopfgeschosses mit Bleikopf allerdings stark ab und die abfallende Flugbahn muss vom Schützen berücksichtigt werden.